# Burnt Weeny Sandwich
Burnt Weeny Sandwich – szósty album zespołu The Mothers of Invention prowadzonego przez Franka Zappę w 1970 roku.
Jest to pierwszy z dwóch albumów The Mothers of Invention wydanych w 1970 roku po uprzednim rozwiązaniu przez Zappę oryginalnego składu. Materiał zawarty na płycie obrazuje szerokie zainteresowania i wpływy muzyczne lidera grupy w tym okresie jego działalności. Słychać tutaj dużą różnorodność stylów począwszy od rozpoczynających i kończących przeróbek popowych hitów z lat 50. przez awangardę stylizowaną na twórczość Igora Strawinskiego, który był osobistym bohaterem Zappy, a kończąc na jazzrockowym "Little House I Used to Live In".
Album ten ma dwa punkty kulminacyjne. Pierwszym jest, poprzedzony uwerturą "Overture to a Holiday in Berlin", utwór "Holiday in Berlin, Full Blown" napisany przez Zappę pod wpływem jego pobytu w Berlinie. Piosenka ta stała się rok później filarem filmu 200 Motels.
Drugim takim punktem jest niespełna 19-minutowa kompozycja "Little House I Used to Live In". Jest to zbiór tematów i wariacji strukturą przypominający utwór "King Kong" z płyty Uncle Meat. Ważnym elementem utworu jest wirtuozowski popis Iana Underwooda i Dona „Sugarcane'a" Harrisa w czasie kilkunastominutowych improwizacji jazzrockowych.

## Spis utworów

### CD
| 1. | "WPLJ" (Four Deuces)                      | 2:52  |
|    |                                           |       |
| 2. | "Igor's Boogie, Phase One" (Zappa)        | 0:36  |
|    |                                           |       |
| 3. | "Overture to a Holiday in Berlin" (Zappa) | 1:27  |
|    |                                           |       |
| 4. | "Theme from Burnt Weeny Sandwich" (Zappa) | 4:32  |
|    |                                           |       |
| 5. | "Igor's Boogie, Phase Two" (Zappa)        | 0:36  |
|    |                                           |       |
| 6. | "Holiday in Berlin, Full-Blown" (Zappa)   | 6:24  |
|    |                                           |       |
| 7. | "Aybe Sea" (Zappa)                        | 2:46  |
|    |                                           |       |
| 8. | "Little House I Used To Live In" (Zappa)  | 18:41 |
|    |                                           |       |
| 9. | "Valarie" (Jackie and the Starlites)      | 3:15  |
|    |                                           |       |
|    |                                           | 41:09 |
|    |                                           |       |

### LP

#### Strona pierwsza
| 1. | "WPLJ" (Four Deuces)                      | 3:02  |
|    |                                           |       |
| 2. | "Igor's Boogie, Phase One" (Zappa)        | 0:40  |
|    |                                           |       |
| 3. | "Overture to a Holiday in Berlin" (Zappa) | 1:29  |
|    |                                           |       |
| 4. | "Theme from Burnt Weeny Sandwich" (Zappa) | 4:35  |
|    |                                           |       |
| 5. | "Igor's Boogie, Phase Two" (Zappa)        | 0:35  |
|    |                                           |       |
| 6. | "Holiday in Berlin, Full-Blown" (Zappa)   | 6:27  |
|    |                                           |       |
| 7. | "Aybe Sea" (Zappa)                        | 2:45  |
|    |                                           |       |
|    |                                           | 19:33 |
|    |                                           |       |

#### Strona druga
| 1. | "Little House I Used To Live In" (Zappa) | 18:42 |
|    |                                          |       |
| 2. | "Valarie" (Jackie and the Starlites)     | 3:14  |
|    |                                          |       |
|    |                                          | 21:56 |
|    |                                          |       |

## Skład
- Frank Zappa – organy, gitara, instrumenty klawiszowe, wokal
- Jimmy Carl Black – instrumenty perkusyjne, perkusja
- Roy Estrada – gitara basowa, wokal
- Gabby Furggy – wokal
- Bunk Gardner – trąbka
- Lowell George – gitara
- Don „Sugarcane" Harris – skrzypce, wokal
- Don Preston – gitara basowa, fortepian, instrumenty klawiszowe
- Jim Sherwood – gitara, wokal
- Art Tripp – perkusja
- Ian Underwood – gitara, fortepian, instrumenty klawiszowe